# 察伦斯多夫
察伦斯多夫是德国梅克伦堡-前波莫瑞州的一个市镇。总面积14.03平方公里，总人口315人，其中男性167人，女性148人（2011年12月31日），人口密度22人/平方公里。